# 罗斯福新政

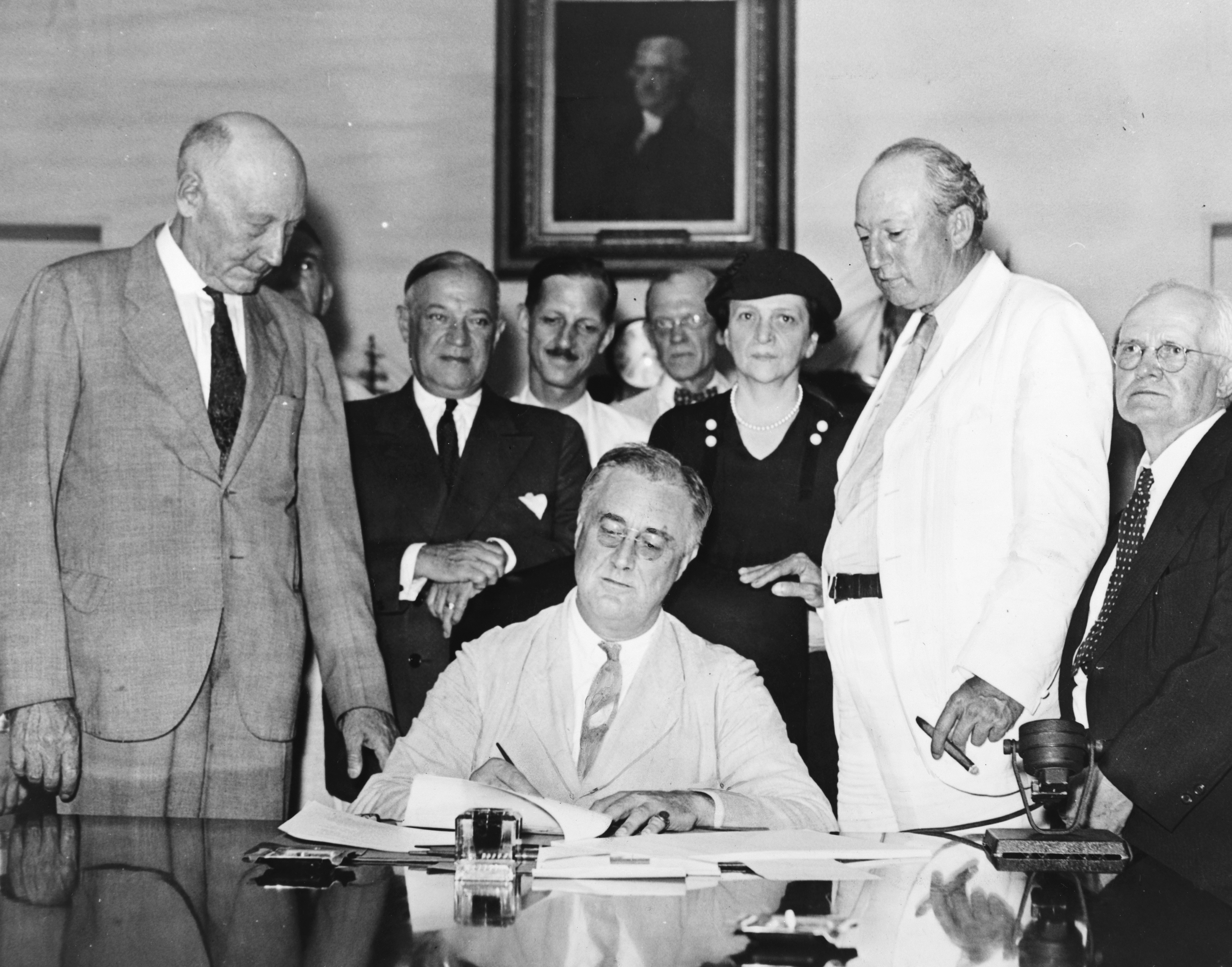
罗斯福总统于1935年8月14日签署《社会保障法案》，社會保障成為美國社會福利制度的一部分。

罗斯福新政（英語：The New Deal）是指1933年富兰克林·罗斯福（小羅斯福）就任美国总统后实行的一系列经济政策，核心是三個R：救济（Relief）、复兴（Recovery）和改革（Reform），因此亦稱三R新政。
「新政」于1933年-1938年实行，1933-1934年为“第一次新政”，1935-1938年为“第二次新政”。「救濟」針對窮人與失業者，「復興」是將經濟恢復到正常水準，「改革」針對金融系統，預防再次發生大蕭條。
「第一次新政」處理範圍廣泛，從金融與鐵路到工業與農業，要求經濟上的協助以生存，例如聯邦緊急救援署提供給各州與城市5億美元用於救濟。「第二次新政」就包括確保組織工會的《國家勞資關係法案》、公共事業振興署（聯邦政府成為最大的單一雇主）、《社會安全法》、以及幫助佃農與移工的新計畫。「新政」最後一項重要立法，是1937年成立美國住宅局與農業安全局，以及1938年的《勞動公平標準法》，設定多數勞工的最高工時與最低工資。
「新政」以增加政府对经济直接或间接干预的方式，大大缓解大萧条所带来的经济危机与社会矛盾。通过国会制定了《緊急銀行法》、《农业调節法》、《國家產業復興法》、《社会安全法》等法案。第二次世界大战爆发后，新政基本结束，但罗斯福新政时期产生的一些制度或机构如社会安全保障基金、美国证券交易委员会、美国联邦存款保险公司、美國住宅局 、田納西河谷管理局等至今仍产生着影响。

## 背景：大蕭條

### 經濟崩潰（1929-1933年）
1929至1933年間，工業的產出下降了三分之一。價格下降了20%，造成通貨緊縮，使得償還債務更為困難。美國的失業率從4%增加到25%。除此之外，所有受雇者中的三分之一被調降為支領較低薪資的臨時工作。綜合起來說，全國幾乎達50%的人力閒置。

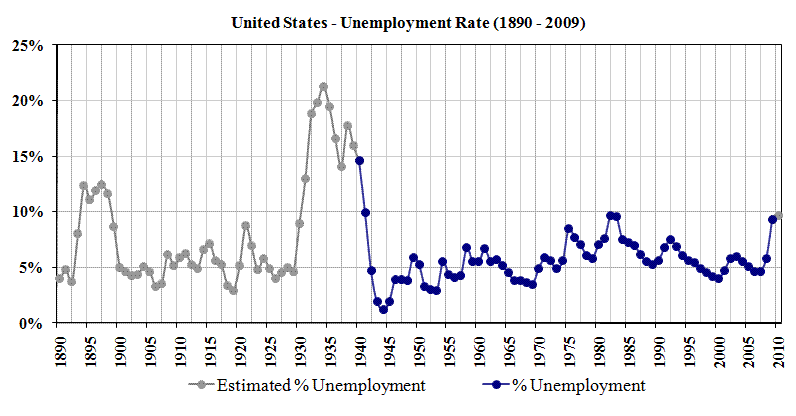
美國於大蕭條期間的失業率與近百年失業率的比較

新政之前，銀行內的存款沒有保險，當數以千計的銀行倒閉時，存戶也損失了他們的存款。當時沒有國家安全網、沒有公共失業保險、也沒有社會安全法案。救濟窮人的責任在於家庭、私人慈善機構、與地方政府，但是年復一年卻每況愈下，需求直升、救濟的資源遠遠供不應求。
蕭條的經濟摧毀了這個國家。當羅斯福在1933年宣誓就職時，州政府已經關閉了所有的銀行，沒有人可以兌現支票或取得他們的存款。失業率大約是25%，而且在主要的工業或礦業中心更高。1929年農業的收入下降超過50%。1930到1933年間，844,000件非農場房貸被扣押，總計達五百萬美元。政治與商業領袖都害怕即將發生革命以及後續的無政府狀態。在大蕭條期間仍舊很富裕的老約瑟夫·P·甘迺迪在數年之後說道：「在那些日子裡，我曾說過我願意分出一半的財產──如果我可以確定法律與秩序能讓我保有剩下的一半的話。」

### 新政
羅斯福在1932年接受民主黨總統候選人提名時，他允諾了「一項為了美國人民的新措施」。
|  | 遍布全國、在政府的政治哲學中遭到遺忘的男人和女人，期望我們起而領導他們，也冀望有更公平的機會可以分享國家財富的配額...我保證將提出一項為了美國人民的新措施。這不僅是政治性的競選活動，這是一次戰鬥。 |

羅斯福當選時並未有一套特別的計畫來處理大蕭條，所以他如同國會般聽取各種意見。在羅斯福的顧問中，最有名的是「國策智庫（Brain Trust），這群人傾向於正面看待政府對經濟務實性的干預。他所選用的勞工部長弗朗西絲·珀金斯大幅度地影響了他的想法，她對工作的各種應具備性質的名單如：「一周工時40小時、最低工資、工人的補償、失業補償、禁止童工的聯邦法律、直接來自於聯邦的失業救濟、社會安全法案、再興勞工委員會與健康保险」。
第一次新政融合了各種團體提出的建議（不包括影響力幾乎被摧毀的美國社會黨）。新政第一個階段的特徵還有財政政策的保守主義，與實驗使用多種不同、有時甚至相衝突的解藥來治療經濟的病灶。其結果並不平均。有些計畫──尤其是國家工業復興總署（NRA）與銀本位計畫被廣泛地視為失敗的政策，其他可能持續了十年，有些甚至成為永久的政策。在羅斯福的第一個任期內經濟向上反轉，這是史上GDP成長最快的時期之一。雖然在1937-38年間經濟又轉下坡引起對於這些政策成功程度的質疑，但是多數經濟學家與歷史學家都同意它們整體上是有益的。
新政面對保守派的直接反對。1934年出現第一個有組織的反對，例如1924年與1928年民主黨總統候選人約翰·威廉·戴維斯與艾爾弗雷德·E·史密斯等保守的民主黨員領導的美國自由聯盟。還有一個大型但是鬆散的新政反對者聯盟，一般被稱為「古老權利」。這個團體包括了各種哲學立場的政治家、學者、作家、與報社編輯，其所持立場包括了古典自由主義與保守主義，也包括了民主黨與共和黨人。
新政代表政治與本土政策的巨幅轉向，特別造成聯邦政府對經濟的調節措施增加。它也標誌了複雜社會計畫及工會權力增長的起始。新政的衝擊至今仍有爭議，在經濟學家與歷史學家中充滿爭論。

### 世界性的比較

#### 大蕭條的起源

大蕭條間各國人均所得的比較

「大蕭條」的起因沒有確切定論，議題亦極有政治性。
馬克思主義政治經濟學家斷言，市場經濟必然造成極端貧富差距，變得不穩定且在繁榮與蕭條的循環中崩潰。
奧地利經濟學派的學者如弗里德里希·海耶克與穆瑞·羅斯巴德指，1920年代間由債務引發的扭曲造成繁榮景象──此將終結於一陣短促的蕭條。他們認為美國蕭條維持長時間，正是因為胡佛與羅斯福史無前例的政府投資所致，就其看來，如此阻止了經濟的自我調適。但是這些觀點就證據上其實是站不住腳的，因為胡佛其實採取平衡預算的方式──現在被稱為緊縮（Austerity），直到其總統任期末尾前也未以刺激性的支出進行干預，最後才推出了緊急救濟和建設法（Emergency Relief and Construction Act）。然後隨著新政的起始，失業率開始下降，下降的情況只有在新政支出停止而貨幣供應凍結時有中斷，此情況也造成了1937年的衰退。當新一波刺激性支出隨著戰爭支出啟動時，失業率比1920年代更低。
奧地利學派有關中央銀行輕易提供貸款的理論，只解釋了如此銀行將擁有資金，卻未解釋他們將如何使用，所以也未解釋何以資金轉入股票市場，在1920年代形成的股市泡沫。相反的，凱因斯主義經濟學與貨幣學派等學者如米爾頓·傅利曼及班·柏南克認為危機的原因是美國聯邦準備銀行嚴格遵守金本位之故。約翰·梅納德·凱因斯是當代經濟學家中，最早提倡貨幣擴張政策者之一，這類似往後傅利曼等人之學說所宣稱應該採行的策略。與貨幣學派相反，凱因斯學派堅稱市場可能無法自我矯正，投資可能因為預期長期缺乏需求而枯竭，進而導致持續的高失業率。

#### 國際的反應

##### 歐洲
- 英國︰大蕭條的影響相對較小，因為英國在1931年退出「金本位制度」，但英國無法就停止蕭條的主要計畫達成共識，造成工黨政府崩潰，1931年由保守派主導的國家聯盟取代。
- 法國︰由萊昂·布魯姆領導的左翼「人民陣線」政府於1936-38年執政，推動社會改革。這個聯盟聯合了從溫和左派到共產黨的代表，右翼反對勢力也非常強大，社會動亂也使「人民陣線」的執政蒙上陰影。這個分歧讓國家在1938-39年間經歷痛苦的分裂。
- 德國︰正值威瑪共和國執政期間，經濟不斷探底，導致政治危機以及納粹黨在1933年崛起。希特勒上台後，藉由封閉經濟、對經濟夥伴施壓、控制薪資、價格控制、與如公共工程與軍事支出等支出計畫來尋求經濟復甦。
- 西班牙︰左翼共和政府受到右翼勢力的舊政府、保王黨及親王室的軍人抵制，仍在尖銳的政治危機中，導致1936年的西班牙內戰。
- 義大利︰本尼托·墨索里尼加緊實行法西斯主義獨裁統治，加強國家社會主義對經濟的控制。
- 蘇聯︰在1930年代中，大多獨立於世界貿易體系之外。

##### 加拿大與加勒比海地區
- 加拿大︰1929-39年間國民生產總值下降40%（美國是37%）。1933年大蕭條最嚴重時，失業率高達28%，企業獲利從1929年的3.96億加拿大元，在1933年變成損失9800萬加拿大元；同時間出口萎縮50%。受衝擊最大的是依賴農業、礦業、與林業等初級產業的地區，眾多家庭發現價格下降，資產消失，債務變得更重。地方與省政府啟動救濟計畫，但是並沒有全國性、類似新政的計畫。保守派政府總理理察·貝德福德·貝內特為了報復斯姆特-霍利關稅法而提高對美國的關稅，但是調降對大英帝國的關稅，令經濟更加困難。貝內特在1935年提出一系列類似新政的計畫，但是全部遭到否決，造成他在1935年落選。
- 加勒比海地區︰對美國的出口貨量減少加上價格下降，1930年代出現最高的失業率。

##### 亞洲
- 中國︰1930年代中，多數時間都在反抗日本侵略，以及蔣中正領導的國民黨與毛澤東領導的共產黨之間的內部鬥爭。
- 日本︰在現代化後，經濟以每年5%速率擴張，製造業與礦業達到GDP的30%以上──超過農業時代的兩倍以上。多數工業成長用於擴張軍事力量，從1937年在中國侵占大量土地起，逐步擴及東南亞與太平洋地帶，日本奪取並發展各種天然資源，例如菲律賓的蔗糖、緬甸與印尼的石油、印尼與馬來西亞的錫與鋁氧礦石、以及中國的煤礦（產量從1936年的1500萬噸上升到1942年的5800萬噸）。由于利用大量从他国掠夺的资源，日本擴張的早期經濟大幅度地擴張；鐵的產量從1937年的335.5萬噸上升到1943年的614.8萬噸，鋼的產量也從644.2萬噸上升到883.8萬噸。1941年，日本的航空工業可以每年製造出10,000架飛機。從1941年到1944年9月，國防產值（包括飛機與船艦）提升94%。

##### 澳大利亞與新西蘭
- 澳大利亞︰1930年代，保守黨與工黨領導的政府都專注於削減支出與減少國債。直到第二次世界大戰，澳洲政府引入類似新政的凱因斯主義政策：加稅來提供刺激性支出、經濟監管/調節、與對石化製品進行配給等，都是澳洲關於政府角色觀念的轉變。許多政策在第二次世界大戰後持續進行。來自工黨的總理班·奇夫利於其「山丘上的光輝」一席演講中提出了這些政策。
- 新西蘭︰在1935年選出第一個工黨政府，採取一系列類似新政的經濟與社會政策。

## 第一次新政（1933-1935年）

### 第一個百日
美國人民對於破碎的經濟、大量失業、薪水與收益減少感到極端不滿，尤其是諸如斯姆特-霍利關稅法與1932年的稅收法案等胡佛的政策。羅斯福入住白宮時擁有大量的政治資本。各種政治立場的美國人都在要求立刻的作為，羅斯福也在「第一個百日」中以一系列非凡的新計劃回應。在此立法的100天中，國會同意了羅斯福所要求的每一個要求，也只通過的少數其所反對的計畫（例如確保銀行帳戶的FDIC）。從此之後，每個總統都被與羅斯福比較：他們在第一個百日中完成了什麼。沃爾特·李普曼著名的發言：
|  | 二月底，我們還是一團毫無秩序、為恐慌重擊的群眾與團體之組合。從三月到六月間的一百天，我們又再度成為一個充滿秩序的國家，對於保障我們的安全以及把握自己的命運充滿信心。 |

經濟在1933年3月觸底，然後開始反彈。經濟的圖表顯示出經濟在3月1日抵達最低點後，出現陡峭的復甦。聯邦儲備銀行的工業生產指數在1932年七月降到最低點52.8，到1933年的三月時仍是幾乎沒有變化的54.3，但是到1933年七月時，已經達到85.5──在四個月內出現57%猶如戲劇性的反彈。復甦直到1937年都呈現強勢而穩定的態勢。除了就業率，1937年之前的經濟已經超過1920年代晚期的情況了。1937年的衰退是一個短暫的下沉。私人部門的就業率──尤其是製造業，已經回復到1920年代的程度，但直到戰時都無法更進一步超越。

#### 財政政策
由預算主管路易斯‧道格拉斯起草的經濟法於1933年3月14日通過。此法案計畫平衡「尋常性（非緊急）」的聯邦預算，方法是減少政府雇員的薪水以及退伍軍人的退休金達15%。如此每年省下了5億美元，並且讓如道格拉斯等憎惡赤字的鷹派角色放心：新的總統在財政上屬於保守派。羅斯福則認為有兩種預算，他要平衡「尋常性」的聯邦預算，而「緊急預算」則是用來擊敗蕭條，他們會暫時無法達成平衡。
羅斯福起初偏向平衡預算，但是他很快就發現他正在藉由運作支出赤字來資助各種他所建立計畫。道格拉斯則反對尋常性與緊急預算的區別，他在1934年辭職並且成為有力的新政反對者。羅斯福竭力反對給予一戰退伍軍人現金紅利的紅利法案。國會最後還是在1936年通過這項法案，財政部就在1936年選舉前支出了15億元的現金給4百萬位退伍軍人。
新政的支持者從未接受凱因斯學派的論點：政府支出是復興的載具。那個時代中多數的經濟學家，以及財政部的小亨利·摩根索都拒絕凱因斯式的解決方案，且偏好平衡預算。

#### 金融改革
在大蕭條的初期，經濟因為金融系統失靈以及隨後的信用緊縮而不穩定。起初的原因是金融投資大量損失，緊接著就發生了擠兌。當擠兌越來越嚴重，許多銀行已經到即將破產的地步。在1929到1933年間，所有銀行中的40%（23697間銀行中的9490間）已經破產。大蕭條中許多經濟上的傷害直接源於擠兌。
胡佛已經考慮利用銀行假期來避免更多擠兌，但是又因為擔心發生恐慌而拒絕了這個想法。然而羅斯福則利用爐邊談話、以簡單的詞彙向向大眾解釋了金融危機的起因、政府計畫如何應對、以及大家可以如何幫助。他關閉了鄉村所有的銀行，並且維持其關閉直到通過新的立法。
羅斯福在3月9日向國會提出緊急銀行法案──大部分是由胡佛的首席顧問所起草，該法案在當天就通過並簽署。此法案提供了一個由財政部監管重新開張銀行之健全系統，而且有聯邦貸款防備不時之需。在聯邦儲備系統中四分之三的銀行在接下來的三天中重新開張。數十億美元的現金與黃金在一個月內就回流到各家銀行，進而穩定金融系統。在1933年結束之前，4,004座小型地區銀行永久的關閉並且併入較大的銀行。其總存款量為36億美元，而存戶喪失了5億4千萬美元，也就是說存戶取回了85%的存款。格拉斯-斯蒂格爾法案限制商業銀行的證券活動以及商業銀行與投資銀行（券商）間的聯合，以管理投機行為。這個法案也建立了美國聯邦存款保險公司（FDIC），最高保險額為2,500美元，終結了擠兌的風險。這項金融改革提供了未預料到的穩定：在1920年代間，每年有超過500間銀行破產，但是在1933年之後每年少於10間。

#### 貨幣改革
美國在金本位下維持美金與黃金的兌換。如果黃金儲量減少，聯邦準備系統就被迫要減少貨幣供應。1920年代晚期，美國面臨黃金大量流出，因此聯邦儲備系統從1928年開始提高貼現率來阻止美國黃金的外流。此緊縮通貨的政策成功地保留黃金儲量，但是也限制了經濟動能。1970年代的貨幣主義學家米爾頓·傅利曼認為，貼現率在1931年由1.5%上升至3.5%本身就造成工業生產下降25%。
政府於3月與4月間以一連串的法律與行政命令中止了金本位制度。羅斯福藉由禁止黃金出口──除非有財政部的許可，進而遏止黃金外流。任何持有大量金幣者可以依現存的固定價格將黃金換成美金，之後美國將不再因為對美金的需求來支付黃金，而黃金也不再被視為私人或公共合約之法償。
美金價值允許在外匯市場浮動，而不再以黃金保證其價值。隨著1934年通過了《黃金儲備法案》，黃金的名義價格從每金衡盎司20.67美元被調整成35元。這些措施確保聯邦儲備系統可以因應經濟需求而增加貨幣供應量。市場立即對金本位的終止出現良好反應──期望價格的下降終將停止。克里斯蒂娜·羅默（Christina Romer）於其作品《甚麼終結了大蕭條》（1992）中表示，此政策直到1937年為止，提升了工業生產達25%，到1942年達到50%。

#### 證券管理
在1929年華爾街股災以前，證券市場幾乎沒有任何管理制度。甚至有公開交易證券的公司未定期公布報告，甚至公布基於任意挑選資料而成的誤導性的報告。《1933年證券法》施行便是為了避免再次發生華爾街崩盤。該法案要求公開資產負債表、損益表、公司管理人員的姓名與薪資、交易證券的公司。除此之外，這些報告必須由獨立的稽核人員認證。1934年成立了美國證券交易委員會來管理股票市場，避免與證券買賣及企業報告相關的企業犯罪。

#### 廢除禁酒令
新政獲得廣大的支持，羅斯福在1933年3月13日進一步提出其於1920年代最具有文化性爭議的措施。就在他簽署了使酒精飲料之製造與銷售合法化的法案後九天，等待禁酒令廢除的過渡期，美國憲法第二十一修正案也正在進行中。該修正案在1933年中稍後通過。州政府與城市獲得額外的新收入，而在支持或允許合法製造販售酒精飲料的諸多城市中，羅斯福確保了他的支持度。

#### 救濟
救濟試圖幫助受到大蕭條打擊最沉重、佔人口達三分之一的人民，也試圖提供受難與失業的美國人予暫時的協助。對於救濟計劃，新政計劃成立了平民保護隊 (Civilian Conservation Corps)（CCC）來幫助未婚青年，並支付他們每天 1 美元從事艱苦的戶外勞動。 此外，公共工程管理局 (Public Works Administration)(PWA) 使用公共資金為建築業和建築行業的工人創造就業機會。

#### 公共工程
羅斯福執政期間，為了提供經濟活力以及削減失業率，NIRA創建了公共工程局來組織與提供資金建造有用的工程，例如政府建築、機場、醫院、學校、道路、橋梁、與水壩。自1933年至1935年，公共工程局支出33億美元給私人公司來建設34,599項工程計划，其中許多是相當大型的工程。許多失業民眾進入由政府資助的許多公共計畫的工作中。藉由植林與洪水控制，從腐蝕與廢棄中重新獲得了數百萬公頃的土地。

#### 農業與鄉村計划
1920年代，多虧了機械化、更有效的殺蟲劑與肥料使用的增加，農業產量出現戲劇性的上升。因為農產品的過度生產，農民面臨嚴重的長期農業蕭條。大蕭條更進一步惡化了農業的危機。1933年初的農產市場已經幾乎崩潰。農產價格之低，蒙大拿的農民寧願讓小麥在田野中腐爛也不願意在不敷成本的情況下採收。而在奧勒岡，綿羊被宰殺並留給野禽啃食，因為肉類的價格不如其運送至市場的成本。
羅斯福與其充滿活力的農業部長亨利·阿加德·華萊士非常重視美國的農村。羅斯福相信經濟的完全復甦需仰賴農業的復原，而提高農產品價格是主要的手段──即使如此將造成城市中窮人所需的食物之價格上升。羅斯福針對農民推出了許多不同的計劃。第一個百日中，農民保障法案藉由減少總農業產出而提升農民獲得的價值，進而抬高農業收入。農業調整法案（AAA）在1933年五月創建了農業調整局。此法案回應了主要農業機構領導的請求，尤其是農會，也反映了諸如農業部長亨利·阿加德·華萊士、雷克斯福德·特格韋爾等農業顧問間的討論。
AAA的目標是藉由人為造成的缺乏以提高價格。其利用「國內分配」系統來設定玉米、棉花、乳製品、豬肉、稻米、菸草與小麥的總產出量。農民本身可以在政府制定規定的程序中發表意見，以利其收入。在對食物處理上課以新稅目的情況下，AAA對地主閒置的土地發給補助。為了迫使農業價格提升到「平價」的程度，正在生長中的棉花有40,000平方公里被犁除、茂盛的玉米沒有採收而任其腐爛、六百萬隻小豬被宰殺遺棄。事實上農業過度生產的問題仍舊持續到第二次世界大戰──尤其是棉花與食物，而AAA只是降低了過度生產的程度。AAA為聯邦政府在規劃經濟中的農業分量中創建了一個重要而且長期的角色，也是第一個針對危機重重的農業經濟、達如此規模的計畫。原初的AAA並未考慮可能失業的佃農、租借或農業勞工，但是在其他新政的計劃中有特別針對這群人的部分。
許多農村的人口活在極端的貧窮中，尤其是南方人。對應其需求的主要計畫包括了徙置局（Resettlement Administration）、農村電氣化局（Rural Electrification Administration）、WPA資助的鄉村福利計畫、國家青年局（National Youth Administration）、森林署與公民保育團，內容包括學校午餐、興建新學校、開闢道路至偏遠地帶、植林、以及購買邊疆土地以擴大國有林。田納西河谷管理局在1933年成立，此涉及一項規模空前的水壩建造計畫，以求遏止洪水、發電、並且使美國南部的田納西河谷一帶的貧窮農莊現代化。基於1933年的農民救濟法案，政府會補償產量減少的農民，因此提高價格。因為這項法律，農民的平均收入在1937年前幾乎倍增。
華盛頓郵報中一篇蓋洛普民調顯示多數美國大眾反對AAA。最高法院在1936年宣布AAA違憲，表示其為「控管農業生產的法律性計畫、超過聯邦政府所代表的權力」。AAA被類似的計畫取代，該計畫獲得法院的批准。此計畫補助農民栽種可以使地力恢復的作物，例如苜蓿芽等不會在市場上販賣者，取代只是讓土地荒廢的計畫。聯邦政府對農業生產的管理經歷了許多調整，無論如何，至2012年仍有鉅額的補助。
新政最後一項關於農業的重要立法為1937年的農場租種法案，其創建了農業安全管理局（Farm Security Administration）來取代徒置局。
1939年的食物券計畫為一項新的重大福利計劃。雖然國會在1943年廢除了這項計畫，可是在1961年又重新啟動，而且一直持續到21世紀而幾乎沒有爭議，這是因為它對城市中的窮人、食物製造商、食物零售商、批發商、以及農民都有利，所以贏得自由派與保守派國會議員兩方的支持。

#### 復興
復興是一連串的計畫，試圖幫助經濟自蕭條中反彈。到1937年時多數的經濟指標已經達成目標──除了失業率之外，一直到第二次世界大戰為止仍就居高不下。

#### 「藍鷹」運動
羅斯福的顧問們相信過多的競爭與科技的進步造成了過度生產，並降低了薪資與價格，他們認為因此減少了需求與就業（通貨緊縮）。他宣稱政府的經濟計劃作為以下情況的補救措施有其必要：
|  | ...單純建立更多工廠、鋪設更多鐵路系統、組織更多企業，與救濟一樣可能是危險的。我們的任務...不必要創造更多貨物。我們已經經營著各種資源與工廠──以較為樸實不浮誇的商業形式。 |

在1929至33年間，工業經濟一直受到通貨緊縮的惡性循環所苦。從1931年起，美國商業總會就一直推動抗通縮的計畫，讓貿易聯盟與政府促成的卡特爾組織合作，來穩定其工業的價格。商會發現雖然固有反托拉斯法明確地禁止如此行為，但羅斯福的政府願意聆聽他們的意見。

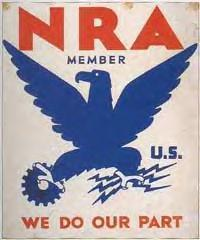
藍鷹運動

新政的經濟學家認為割喉般的競爭已經傷害了許多商業，並造成價格下降了20%以上，而通貨緊縮則進一步惡化了債務問題並將延遲復興。他們反對國會中一項強而有力的行動：將一周工時限制在30小時之內。NIRA了取代與大企業合作的措施。這項計畫包括了針對WPA的支出之刺激性基金，以試圖提高價格，也給予工會更多的協商能力（因此工人可以要求更多），並減少有害的競爭。NIRA的中心是國家勞工復興總署（NRA），由曾在第一次世界大戰期間擔任經濟官員的休‧強森領導（Hugh Johnson）。強森招集所有商業組織，以求其接受權宜之計：介於每小時20至45分的最低薪資、一周最高工時則為35至45小時並且廢除童工。強森與羅斯福主張此政策可以提升消費者的購買力並增加就業。
為了取得對NRA在政治上的支持，強森發動了「NRA藍鷹」的宣傳運動來促進他所稱的「工業自主管理」。NRA聚集了個別工業的領導者，以設計針對這些工業的特定法律。其中最重要的規定是一項抗通縮底限──沒有任何公司可以降低價格或薪水可以低於此底限，以及維持就業與生產的協議。NRA在相當短的時間中就宣布了幾乎針對每個主要工業的協議。到1934年三月，工業的產量已經比1933年三月高出45%。取代強森作為NRA首席的唐若‧里查柏格（Donald Richberg）說：
|  | 對於美國的商業而言，在睿智地計畫下不加以控制的工業營運、與回到假裝是「堅持的個人主義」、鍍金一般的無政府狀態間並不存在選擇...除非企業的私人擁有者及經理人可以讓企業符合社會的需求，讓大型的基本工業可以在契合公眾利益的的公共義務下運作，否則對私有企業進行政治性控制的進展將是無法避免的。 |

在NRA於1935年5月結束之前，工業產值已經比1933年5月高出55%。除此之外，超過2百萬位雇主接受了由NRA發布的新標準，引進最低薪資與一天工時8小時，並廢除童工。但是在1935年5月27日，最高法院在Schechter v. United States的案例中無異議地判定NRA違憲。同一天，最高法院也將新政的一部分：弗雷澤－萊姆克農場破產法案判定為違憲。NRA結束以後，由美國德州鐵路委員會（Texas Railroad Commission）根據湯姆‧康納萊（Tom Connally）的1935年緊急石油法（Hot Oil Act）固定石化工業的配額，保證不會有非法的石油銷售。
私有工業部門的就業情況在1937年恢復到1920年代的水準，但是直到大戰來臨前都沒有繼續成長，戰爭開始後製造業的就業人數從1940年的110萬人跳增到1943年的180萬人。

#### 房地產面向
新政對於房地產領域有重大的影響，其追隨並且擴大了胡佛總統的措施，刺激私有房屋建築業，也增加了擁有房屋的人數。新政設置了兩個房地產部門：屋主貸款公司（Home Owners' Loan Corporation, HOLC）與聯邦房屋管理局（Federal Housing Administration, FHA）。HOLC統一了全國估價的方法並簡化房貸的手續，而FHA創立了全國性的住房建造標準。
新政之前只有十分之四的美國人擁有房屋，這是因為標準型的房貸只能持續5至10年，而且利息高達8%，這樣的情況大幅限制了美國人擁有房屋的可得性。因為新政，美國人可以取得30年的房貸，標準化的估價與建造準則有助於房地產市場對更多美國人開放。

## 第二次新政（1935-1938年）

### 内容
- 举办救济和推動一系列公共工程（例如公共事业振兴署、田納西河谷管理局兴办的一些基建项目）。
- 整顿银行业，克服金融危机。新政从整顿银行开始，罗斯福在就职的第三天便下令所有银行停业整顿。3月9日，国会通过《紧急银行法》，该法宣布停止黄金的兌換和出口，授权联邦银行增发钞票以解决货币饥荒，并改造联邦储备银行以加强国家对银行的管理和控制。该法的实施使银行与金融秩序恢复了正常，人们恢复了对银行的信心。
- 恢复工業與農業的生产。1933年5月，国会通过《农业调整法》，成立农业调整署调控市场，规定国家向减耕减产的农民提供补贴，以提高农产品价格。政府用行政手段调节农业生产，减少农产品过剩，保证农民利益，对农业复苏起到积极作用。6月，国会通过《国家工业复兴法》，该法以恢复工业生产为目标，将生产的各个环节置于国家监督之下，以减少盲目生产，并由国家干预，调节企业关系和劳资关系，为企业复兴创造良好条件。
- 保护劳工权利，制定最低工资和最高工时规定。制定《联邦紧急救济法》并成立联邦紧急救济署，此后又将救济改成“以工代赈”，解决失业问题。促请国会通过“民间资源保护队计划”，吸收年轻人从事公共设施建设，此后还创立工程兴办署和全国青年总署，创造就业机会。
- 建立社会保障体系。通过《社会保险法》、《全国劳工关系法》、《公用事业法》、《公平劳动法》、《税收法》等法规，同时推动工会建设，這些工會後來成為民主黨的堅定支持者。

## 歷史評價
該政策同時受到左右派的爭議，很多歷史學家認為羅斯福為上千萬絕望的民眾重建了希望與自尊，創建工會、提升公共設施、保存了資本主義──如果將銀行與鐵路國有化時可能會摧毀之。但也有些左派則譴責羅斯福在有機會將銀行、鐵路與其他工業國有化時，實際上卻在拯救資本主義。還有人抱怨他擴張了聯邦政府的權力，創建工會且削弱商會的力量。
歷史學家們基本上同意新政並未改變美國資本主義社會中的權力分布──除了工會的建立之外。「新政對國家內權力結構改變的影響甚微。」新政在一個充滿不確定與危機的時代中保留了美國的民主自由市場制度，而不致如其他國家的民主一樣地垮台或變質。
自由市場的理論家，如路德維希·馮·米塞斯認為社團主義是與他們所主張的資本主義形式完全不容的。在自由市場的資本主義裡，國家只能扮演守夜人的角色，政府在經濟裡所扮演的角色僅限於保衛自由市場能夠自由的運作。在這樣的觀點下，社團主義就如同社會主義和共產主義一般，是和資本主義完全相反的意識形態。其他一些批評者則認為這種社團主義的機制排除了某些群體—尤其是失業者，也因此應該替高失業率負責。
在美國一些人認為富兰克林·德拉诺·罗斯福的新政是朝向社團主義國家的政策。反對新政的人士，尤其是自由意志主義者，認為新政代表的是一種新的而廣泛的社團主義試驗。新政的部分政策被美國最高法院判定違憲。

### 政治板塊
「新政」讓美國政治版圖重新排列，民主黨在國會兩院擁有絕對多數（只在1947－1949年及1953－1955年失去控制權），以及在1933年至1969年間九個總統任期中，七次掌握白宮，其根基為自由主義思想、南方白人、傳統的民主黨員、大城市中的技師、以及被賦予權力的勞工聯盟及少數族群。共和黨則分裂為兩派：一派為反對整個新政的保守派，他們認為新政是商業與經濟成長的敵人；另一派則接受大部分的新政，並試圖使之更有效率。政治版圖的重劃，形成了「新政聯盟」，他們主宰總統大選直至1960年代；而反對新政的保守派聯盟則在1937年到1963年間主掌國會。「自由派」通常指新政的支持者，而「保守派」則指其反對者，兩派均有民主黨和共和黨成員。
1937-38年間經濟的下跌，以及美國勞工聯合會與產業工會聯合會的分裂，導致共和黨贏得了1938年的國會選舉。保守的共和黨員與民主黨員加入了非正式的保守派聯盟。在1942-43年間，他們停止了諸如公共事業振興署與平民保育團等救濟計畫，並阻擋了多數自由主義性的提案。羅斯福自己則將注意力轉移到戰爭的準備，並且分別在1940年與1944年再度贏得選舉。美國最高法院宣布國家復興署與《農業調節法》違憲，不過後者後來重審並且獲得支持。羅斯福之後第一位共和黨的總統德懷特·艾森豪也大體上保留了完整的新政各措施，甚至擴張了其中某些領域。1960年代中，林登·詹森總統的偉大社會計畫便是受到新政的啟發，大幅地擴張自由主義式的計畫，而共和黨的理查·尼克森總統也大致保留了這項政策；但是在1974年之後，減少對經濟的干預獲得了兩黨的支持。新政中規範金融業的格拉斯-斯蒂格爾法案，1990年代取消。

### 財政政策
朱利安‧齊理澤（Julian Zelizer）認為財政上的保守主義是新政的核心。其財政上的保守措施獲得華爾街、本地投資者以及多數商會的支持，而主流的經濟學者與大多數的民眾也都信任這樣的措施。偏好平衡預算並且反對加稅的南方保守派民主黨人控制了國會與多數的委員會；當時就連自由派的民主黨員也認為平衡預算在長期而言對經濟的穩定很重要，雖然他們較為願意接受短期的赤字。一如齊理澤所提到的，民意調查總是反對赤字與舉債。在羅斯福的任期中，他招募了財政上的保守派，最有名的是在1933-34間任預算主管的路易斯‧道格拉斯，與1934-45年間任財政部長的小亨利·摩根索，他們依預算支出與稅收量來制定政策，而非需求、權利、義務、或政治上的益處。總統以個人的身分支持他們的保守財政措施，政治上，他也了解財政上的保守主義享有選民、許多民主黨員以及商人的廣大支持。另一方面卻有巨大的壓力驅策其行動──以及每周花數百萬美元來支付高能見度的工作計畫。
道格拉斯不夠有彈性，他在1934年辭職；摩根索的最高指導原則則是緊隨羅斯福。一如許多「古老權利（Old Right）」支持者的想法，道格拉斯從根本上不信任政治人物，對於政府的花費也有著根深蒂固的恐懼──他認為那總是帶著某些程度的捐獻與貪腐，這將會違背他對效率的認知。在1933年通過的經濟法案是道格拉斯的一大成就，這個法案藉由縮減退伍軍人給付以及聯邦政府的薪水而減少了聯邦政府5億美元的支出。道格拉斯藉由行政命令砍除政府的花費，包括1.25億美元的軍事預算、還有從郵局、政府薪資各砍7千5百萬等等。弗里德爾的結論是：「1933年的春天並非經濟計劃中的小小脫軌，也不是對保守派的虛偽讓步，而是羅斯福整個新政中整合的一部分。」
歲收低到必須要借款，因此道格拉斯怨恨救濟計畫，他認為這減少了商業信心、威脅到政府未來的信用、「把有自尊的美國公民變成乞丐上有著毀滅性的心理作用」。霍普金斯與易克斯讓羅斯福傾向更多的支出，而當1936年選舉將近時，羅斯福也決定攻擊大企業來贏得選票。
摩根索隨著羅斯福轉向，但是他又總是試著維持財政的可靠性：他相信的是平衡預算、穩定的貨幣、減少國債、並且需要更多私人投資。華格納法案正符合摩根索的需求，因為這個法案強化政黨的政治基礎又不用多花錢。與道格拉斯相反，摩根索同意羅斯福雙重預算的合法性，所謂雙重預算指的是平衡的平常性預算，以及支應如WPA、PWW與CCC等單位的「緊急」預算，這些預算屬於暫時性──直到完全復甦在望時。他抗拒退伍軍人的額外津貼，直到國會最終推翻了羅斯福的否決權，並且在1936年發放了22億美元。他最大的勝利是新的社會安全計畫，他將原本由一般性歲入支應的提案，堅持修改為由受雇者的新稅目支出。摩根索堅持在社會安全計畫中排除農民與家庭雇傭，因為沒有在工廠就業的工人會有負債。

### 救濟
新政擴張了聯邦政府的權力及角色，特別是在幫助窮人、失業者、年輕人、老人與貧困的鄉村社區。胡佛的政府啟動了資助州政府救濟計畫的系統，使州政府基於救濟計畫來雇用人們。而聯邦政府也因為1933年CCC與1935年WPA政策涉入基於救濟而直接雇用勞工的政策。綜合聯邦政府、州政府、與地方在救濟計畫上的花費，於1929年時佔GNP的3.9%，然後上升至1932年的6.4%、1934年達到9.7%，經濟終於在1944年恢復榮景之後則降低至4.1%。在1935-40年間，福利支出佔了聯邦政府、州政府及地方政府預算的49%。米爾頓·傅利曼根據記憶認為新政的救濟計畫是一種合適的反映──他與他的妻子雖然沒有受到救濟，可是被WPA雇用為統計學家。

### 復興

#### 凱因斯主義學派的解讀
在大蕭條開始時，許多經濟學家基於傳統的想法，認為政府的赤字開支會排擠私人投資與支出，因此不會對經濟有任何影響──這是所謂的財政部觀點。凱因斯學派的經濟學家駁斥這個觀點，他們認為政府藉由更高的開支──由財政措施，可以對需求面的刺激產生多元的效果。如果沒有這些刺激，商人並不會雇用更多人，尤其是僅有低技能或是已失業多年並失去原有工作技能、而被視為「無技能」者。凱因斯在1934年拜訪白宮，力促羅斯福總統增加赤字開支。後來羅斯福抱怨道「他留下了一堆無聊的圖表，他一定是一位數學家、而非政治經濟學家。」
新政中嘗試藉由公共工程、農業補貼、以及其他種種方式來削減失業，但羅斯福從未完全放棄平衡預算的企圖。1933至1941年間，聯邦政府每年平均的預算赤字為3%。羅斯福沒有完全利用赤字開支的方式。聯邦公共工程支出的效果在相當程度上被胡佛於1932年的大幅增稅所抵銷，後者完全的效果第一次呈現於1933年，削減開支──尤其是經濟法案、則減弱了其效果。根據凱因斯學者如保羅·克魯曼的說法，新政因此在短期而言不如長期來看得那麼成功。

#### 貨幣主義學派的解讀
如米爾頓·傅利曼等貨幣學派的觀點，在近年於經濟學界的影響力日漸增加，這涵括了他稱為「大緊縮」時代中全尺度的貨幣史。傅利曼專注於1933年以前的錯誤，他指出1929年至32年間，聯邦準備系統允許貨幣供給下降了三分之一，這看來是造成正常衰退變成大蕭條的主因。傅利曼尤其批評胡佛與聯準會不願意拯救即將破產的銀行此一決定。貨幣學派表示，改善金融與貨幣制度是必須的也足夠回應此一危機了，他們駁斥凱因斯學派的赤字開支一路。

#### 1933-1941年的經濟成長與失業率
在1933至1941年間，經濟規模以每年平均7.7%的速率擴張，而失業率的下降則顯得較為緩慢。約翰·梅納德·凱因斯認為這個狀況是「就業過少性的均衡（Underemployment equilibrium）」，商人對未來展望充滿懷疑，而使公司行號不願意雇用新的勞工，這是週期性失業的一種形式。
當然也有不同的假說。根據李察‧強森（Richard L. Jensen）的看法，周期性失業作為一項主要的議題只有到1935年為止，1935至41年時結構性失業變成更嚴重的問題；尤其是工會提高工資的要求成功後，促使管理階層需要引入新的效率導向之雇用標準。如此終結了沒有效率的勞動──例如童工、領取低於最低工資的無技術臨時工，以及勞力剝削工廠。長期而言，轉變成效率工資帶來了高創造力、高薪資、與高生活水準，但這種情況也需要受過良好教育、訓練精良、工作努力的勞動力。無技能的勞動力（造成結構性失業者）造成戰前無法完全就業。

#### 對大蕭條的效果
根據凱因斯學派的共識（一直持續到1970年代），傳統上認為聯邦財政政策與戰爭帶來完全就業的結果，而貨幣政策只是協助這個進程。布雷福.德隆（J. Bradford DeLong）、勞倫斯·薩默斯、與克里斯蒂娜·羅默則挑戰這個傳統觀點，他們認為經濟的復興基本上在1942年以前便已經完成，而貨幣政策為此復興的重要緣由。
根據彼得‧譚明（Peter Temin）、貝利‧衛格摩爾（Barry Wigmore）、高地‧艾格特森（Gauti B. Eggertsson）與克里斯蒂娜·羅默的看法，新政在經濟上最大的影響、以及復興與終結大蕭條的關鍵，在於成功地處理了公眾的期望。在第一次新政的措施之前，群眾預期緊縮性的經濟狀況將持續（衰退、通貨緊縮）；羅斯福的財政與貨幣政策轉向，有助於使其政策目標更加可信，期望也因而轉向擴張性的經濟發展（經濟成長、通貨膨脹）。對於未來將有更高的收入與通膨的期望，刺激了需求與投資。黃金準則般的政策信條：平衡預算與小政府，此分析認為此信條的消除從內引發了期望的轉向，在產出與價格復興的原因中佔了七至八成。如果策略沒有轉向、胡佛的政策持續下去，則1933年的經濟會繼續自由落體，1937年的產出會比1933年再低三成。
有一群經濟學家認為新政實際上造成大蕭條持續了更久，哈洛德‧柯爾（Harold L. Cole）與李‧歐尼昂（Lee E. Ohanian）正是其中兩位，他們在研究中的結論稱「新政的勞工與工業政策沒有如羅斯福總統及其經濟規劃者所期望的、將經濟從大蕭條中拉升」，反而「新政的政策是大蕭條持續的重要因素。」他們宣稱新政是「企業聯盟壟斷式的政策，是疲弱復興背後的關鍵因素。」他們說「放棄這些政策時正好是經濟強勁復興的1940年代。」柯爾與歐尼昂宣稱羅斯福的政策造成大蕭條延長了7年。不過柯爾與歐尼昂的論點仰賴於某些假設，包括一個在1936年以前終結大蕭條有其必要卻無法預測的經濟成長率，並且不計算透過新政計畫所僱用的工人──這些計畫建造或改善了2,500間醫院、45,000間學校、13,000座公園與遊樂場、7,800座橋梁、1,100,000公里的公路、1,000座機場，並透過重建整個國家的鄉村學校系統之計畫來雇用了50,000名教師。勞威爾‧蓋勒威（Lowell E. Gallaway）與李察‧偉德（Richard K. Vedder）認為「大蕭條因為新政各計畫的影響而在長度與程度上都明顯地加長、加深。」他們指出，若沒有社會安全法案、工作救濟、失業保險、法定最低工資、也沒有政府賦予工會的特權的話，企業可能會雇用更多勞工，而新政期間的失業率可以是6.7%而非17.2%。而經濟史學家布雷德.德隆則回應蓋勒威與偉德的論點，視之「實際上根本沒有意義」，此兩人基於「錯誤的基礎」得出「錯誤的結論」，其基礎根本是「一灘爛泥」。
一份由維克弗斯特大學教授、經濟史學家羅伯特‧惠普斯（Robert Whaples）主導的調查計畫寄到經濟史學會的會員手中，希望他們對以下文句表達不同意、同意、或有但書的同意：「整體而言，新政中政府的政策造成大蕭條延長且加深。」在其大學任職於歷史學系的經濟史學家中，只有6%同意這個說法，但是任職於經濟學系者則有27%認同。而兩群學者中有但書的同意者則有幾乎相同的比例（21%與22%），而74%任職於歷史學系者與51%於經濟學系者則完全不同意這個說法。

### 改革
經濟改革的目標主要在於挽救資本主義體系，其方式為創造一個更合理的架構以供其運作。金融系統變得較為強健：對股票市場的管理、與避免某些法人濫售證券解決了毫無節制的浪費。羅斯福讓工會可以參與勞動關係，並且建立介於雇主、雇員與政府間的三角關係。
大衛‧甘迺迪（David M. Kennedy）如此寫道：「新政年間的成就確實決定了戰後繁榮的程度與長度。」
克魯曼表示新政期間建立的機構，至今仍是美國經濟穩定度的基石。他說若新政的美國聯邦存款保險公司沒有為多數銀行存款作保，2007至2012年的全球金融風暴可能會更嚴重，如果沒有社會安全法案，老美國人會更沒有安全感。1960年後，自由主義的經濟學家傅利曼從自由市場的觀點攻擊社會安全法案，認為它造成了對福利的依賴。